# Baire-Raum (speziell)
Der Baire-Raum {\displaystyle {\mathcal {N}}} (nach dem französischen Mathematiker René Louis Baire) ist ein topologischer Raum. Seine Grundmenge ist die Menge aller unendlichen Folgen von natürlichen Zahlen ({\displaystyle \mathbb {N} ^{\mathbb {N} }}), und die Topologie des Baire-Raums (die Menge der offenen Mengen des Baire-Raums) besteht aus denjenigen Mengen solcher Folgen, die die Vereinigung von Mengen aus Folgen mit gemeinsamem Präfix sind.
Der Baire-Raum hat besondere Bedeutung für die deskriptive Mengenlehre, da sich viele Sätze, die für den Baire-Raum bewiesen werden können, auf allgemeine polnische Räume, etwa auf {\displaystyle \mathbb {R} ^{n}} oder den Hilbertwürfel {\displaystyle [0,1]^{\mathbb {N} }} unmittelbar übertragen. In Beweisen kann der Baire-Raum einfacher zu handhaben sein als etwa der Raum der reellen Zahlen.

## Die Topologie des Baire-Raums
Die Topologie des Baire-Raums lässt sich als die abzählbare Produkttopologie der diskreten Topologie über {\displaystyle \mathbb {N} } definieren, was äquivalent zu der obigen intuitiven Definition offener Mengen ist, die Mengen von Folgen mit gemeinsamem Präfix bilden dabei eine Basis der Topologie. Zu zeigen ist, dass der Baire-Raum tatsächlich ein polnischer Raum ist. Da die diskrete Topologie metrisierbar ist, ist auch das abzählbare Produkt metrisierbar, es lässt sich auch eine einfache Metrik konkret angeben:
{\displaystyle d\colon {\mathcal {N}}\times {\mathcal {N}}\to \mathbb {R} ,(x,y)\mapsto {\frac {1}{2^{n(x,y)}}}},
wobei {\displaystyle n(x,y)} die erste Stelle bezeichne, an der sich die Folgen {\displaystyle x} und {\displaystyle y} unterscheiden. Es handelt sich sogar um eine Ultrametrik. Der Baire-Raum ist separabel, da die Menge aller Folgen, die ab einer gewissen Position den Wert Null annehmen, abzählbar ist und dicht in {\displaystyle {\mathcal {N}}} liegt. Die Vollständigkeit lässt sich analog zu den reellen Zahlen zeigen, da der Baire-Raum auf sehr natürliche Weise eine Intervallschachtelung zulässt.

## Bedeutung für die deskriptive Mengenlehre
Seine universelle Einsetzbarkeit erhält der Baire-Raum dadurch, dass jeder polnische Raum das Bild einer stetigen Abbildung aus dem Baire-Raum ist, d. h., dass eine stetige Surjektion von {\displaystyle {\mathcal {N}}} in jeden polnischen Raum existiert.
Im Baire-Raum sind Eigenschaften projektiver Mengen besonders leicht zu zeigen, da jedes abzählbare Produkt des Baire-Raums homöomorph zum Baire-Raum selbst ist, d. h., {\displaystyle {\mathcal {N}}} ist homöomorph zu {\displaystyle {\mathcal {N}}^{n}} für {\displaystyle n\in \mathbb {N} }, {\displaystyle {\mathcal {N}}^{\mathbb {N} }} und {\displaystyle \mathbb {N} \times {\mathcal {N}}}. Dies macht die Definition von projektiven Mengen besonders einfach. Zudem ist auch jede analytische Menge im Baire-Raum Projektion einer abgeschlossenen Menge, während etwa für die reellen Zahlen oder den Cantor-Raum Projektionen von {\displaystyle \Pi _{2}^{0}}-Mengen betrachtet werden müssen.

## Eigenschaften der Topologie
Jeder Punkt im Baire-Raum hat die Menge aller Mengen {\displaystyle U_{n}(x)} als abzählbare Umgebungsbasis, wobei hier {\displaystyle U_{n}(x)} die Menge aller Punkte im Baire-Raum bezeichne, sodass die ersten {\displaystyle n} Stellen mit denen von {\displaystyle x} übereinstimmen. Dies erlaubt eine natürliche Charakterisierung der Stetigkeit einer Funktion {\displaystyle f\colon {\mathcal {N}}\to {\mathcal {N}}} in einem Punkt {\displaystyle x}: {\displaystyle f} ist genau dann stetig im Punkt {\displaystyle x}, wenn für jedes {\displaystyle n\in \mathbb {N} } ein {\displaystyle m\in \mathbb {N} } existiert, sodass die ersten {\displaystyle m} Stellen von {\displaystyle x} die ersten {\displaystyle n} Stellen von {\displaystyle f(x)} bestimmen.
Ebenso lässt sich die Konvergenz einer Folge von Punkten des Baire-Raums charakterisieren: Eine Folge konvergiert genau dann, wenn für jedes {\displaystyle n\in \mathbb {N} } ein {\displaystyle m\in \mathbb {N} } existiert, sodass ab dem {\displaystyle m}-ten Folgenglied die ersten {\displaystyle n} Stellen stets übereinstimmen. Dies unterscheidet den Baire-Raum von den reellen Zahlen, bei denen Randfälle auftreten, bei denen diese Eigenschaft verletzt ist (Die Folge 0,9, 0,99, 0,999, … konvergiert gegen die Eins).
Der Baire-Raum ist – wie jeder ultrametrisierbare Raum – total unzusammenhängend, jeder Unterraum mit mindestens zwei Elementen lässt sich in zwei disjunkte offene Mengen aufteilen. Für offene Mengen sieht man dies sehr leicht: Repräsentiert man eine offene Menge als Menge von Präfixen, was stets möglich ist, da die Mengen von Folgen mit einem bestimmten Präfix eine Basis bilden, so lässt sich die offene Menge durch „Anfügen“ zusätzlicher Zeichen an ein Präfix in disjunkte offene Teilmengen aufteilen. Ein Beispiel: Die Menge aller mit Null beginnenden Folgen im Baire-Raum ist offen, sie lässt sich in die offene Menge der Folgen beginnend mit Null, gefolgt von einer geraden Zahl, und die offene Menge der Folgen beginnend mit Null, gefolgt von einer ungeraden Zahl, aufteilen. Die Eigenschaft überträgt sich für nicht-offene Mengen auf die Unterraumtopologie.
Im Baire-Raum gibt es keine isolierten Punkte, d. h., es handelt sich um einen perfekten polnischen Raum.
Der Baire-Raum lässt sich auch in die reellen Zahlen einbetten: Mittels der Kettenbruchentwicklung lässt sich zeigen, dass er homöomorph zum Teilraum der irrationalen Zahlen ist. Die Funktion
{\displaystyle \iota \colon {\mathcal {N}}\to \mathbb {R} ,s\mapsto 1+s(0)+{\cfrac {1}{1+s(1)+{\cfrac {1}{1+s(2)+{\cfrac {1}{1+s(3)+{\cfrac {1}{\;\,\ddots }}}}}}}}} (wobei {\displaystyle \mathbb {N} } die Null enthalte)
ist ein Homöomorphismus auf ihr Bild, das gerade die Menge der irrationalen Zahlen größer als {\displaystyle 1} ist. Dieses wiederum ist mittels des Homöomorphismus {\displaystyle x\mapsto \textstyle {\frac {1}{x}}} homöomorph zu den irrationalen Zahlen im Intervall {\displaystyle (0,1)}. Somit sind die irrationalen Zahlen abzählbare topologische Summe von zum Baire-Raum homöomorphen Mengen und somit ebenfalls homöomorph zum Baire-Raum. Man beachte, dass dieser Teilraum der reellen Zahlen nicht abgeschlossen und daher die übliche, von den reellen Zahlen vererbte Metrik auf ihm nicht vollständig ist.

## Zur Universalität
Wie bereits angemerkt ist eine grundlegende Eigenschaft des Baire-Raums, dass jeder polnische Raum stetiges Bild des Baire-Raums ist. Sei also {\displaystyle X} ein polnischer Raum. Nun lassen sich für alle endlichen Wörter {\displaystyle w\in \mathbb {N} ^{*}} offene Teilmengen {\displaystyle U_{w}} mit den folgenden Eigenschaften konstruieren:
- {\displaystyle U_{\varepsilon }=X}
- {\displaystyle {\overline {U_{wi}}}\subset U_{w}}
- {\displaystyle U_{w}=\bigcup _{i\in \mathbb {N} }U_{wi}}
- {\displaystyle \operatorname {diam} (U_{w})\to 0} für {\displaystyle |w|\to \infty }.

Hierfür benötigt man die Separabilität: Für jedes {\displaystyle U_{w}} existiert eine abzählbare dichte Teilmenge, hinreichend kleine offene Kugeln um diese erfüllen dann die gewünschten Eigenschaften. Nun definiere man {\displaystyle f\colon {\mathcal {N}}\to X} mit {\displaystyle f(s)\in \textstyle \bigcap _{n\in \mathbb {N} }U_{s|n}}, wobei {\displaystyle s|n} das Präfix von {\displaystyle s} der Länge {\displaystyle n} bezeichne. Aufgrund der Vollständigkeit des Raumes ist nach dem Intervallschachtelungsprinzip {\displaystyle f(s)} eindeutig definiert. {\displaystyle f} ist stetig, da es Konvergenz erhält: Punkte des Baire-Raums mit gemeinsamem Präfix {\displaystyle p} werden auf Punkte in {\displaystyle U_{p}} abgebildet, sodass die Bildfolge einer konvergenten Folge gegen das Bild des Grenzwertes konvergiert. Es existiert sogar eine stetige Bijektion von einem abgeschlossenen Teilraum nach {\displaystyle X} (man beachte, dass diese kein Homöomorphismus sein muss, sondern die Topologie auch vergröbern kann – die Kategorie der polnischen Räume ist nicht ausgeglichen – insbesondere ist ein solcher Teilraum total unzusammenhängend, womit er etwa nicht homöomorph zu den reellen Zahlen sein kann). Hierfür wähle man statt offener Mengen {\displaystyle U_{w}} {\displaystyle \Delta _{2}^{0}}-Mengen {\displaystyle W_{w}}, die neben den obigen Bedingungen zusätzlich auf jeder Ebene paarweise disjunkt sind, das heißt {\displaystyle W_{wi}\cap W_{wj}=\emptyset } für {\displaystyle i\neq j}. Solche erhält man etwa durch {\displaystyle W_{wi}=W_{w}\cap U_{wi}\setminus \textstyle \bigcup _{j<i}U_{wj}}. Schränkt man {\displaystyle f} nun auf die Punkte {\displaystyle s} ein, für die {\displaystyle \textstyle \bigcap _{n\in \mathbb {N} }W_{s|n}} nichtleer und somit gerade gleich {\displaystyle f(s)} ist, erhält man die gewünschte stetige Bijektion.

## Retrakte
Im Baire-Raum ist jeder abgeschlossene Teilraum (diese sind insbesondere polnisch) auch ein Retrakt. Zum Beweis überdecke man den Teilraum {\displaystyle A\subset {\mathcal {N}}} wie zuvor mit offenen Mengen {\displaystyle U_{w}} mit der zusätzlichen Bedingung, dass für {\displaystyle a\in A} {\displaystyle a\in U_{a|n}} für alle {\displaystyle n\in \mathbb {N} }. Die wie oben konstruierte Abbildung ist dann wiederum stetig und jedes Element von {\displaystyle a} ist ein Fixpunkt. Somit ist sie eine Retraktion und der Teilraum ein Retrakt. Einschränkung liefert, dass auch jeder abgeschlossene Teilraum eines abgeschlossenen Teilraums Retrakt des letzteren ist. Umgekehrt muss wie in jedem Hausdorffraum jedes Retrakt abgeschlossen sein, d. h., die Retrakte sind hiermit vollständig charakterisiert.